# Stipa joannis
Stipa joannis là một loài thực vật có hoa trong họ Hòa thảo. Loài này được Celak. miêu tả khoa học đầu tiên năm 1887.

## Hình ảnh

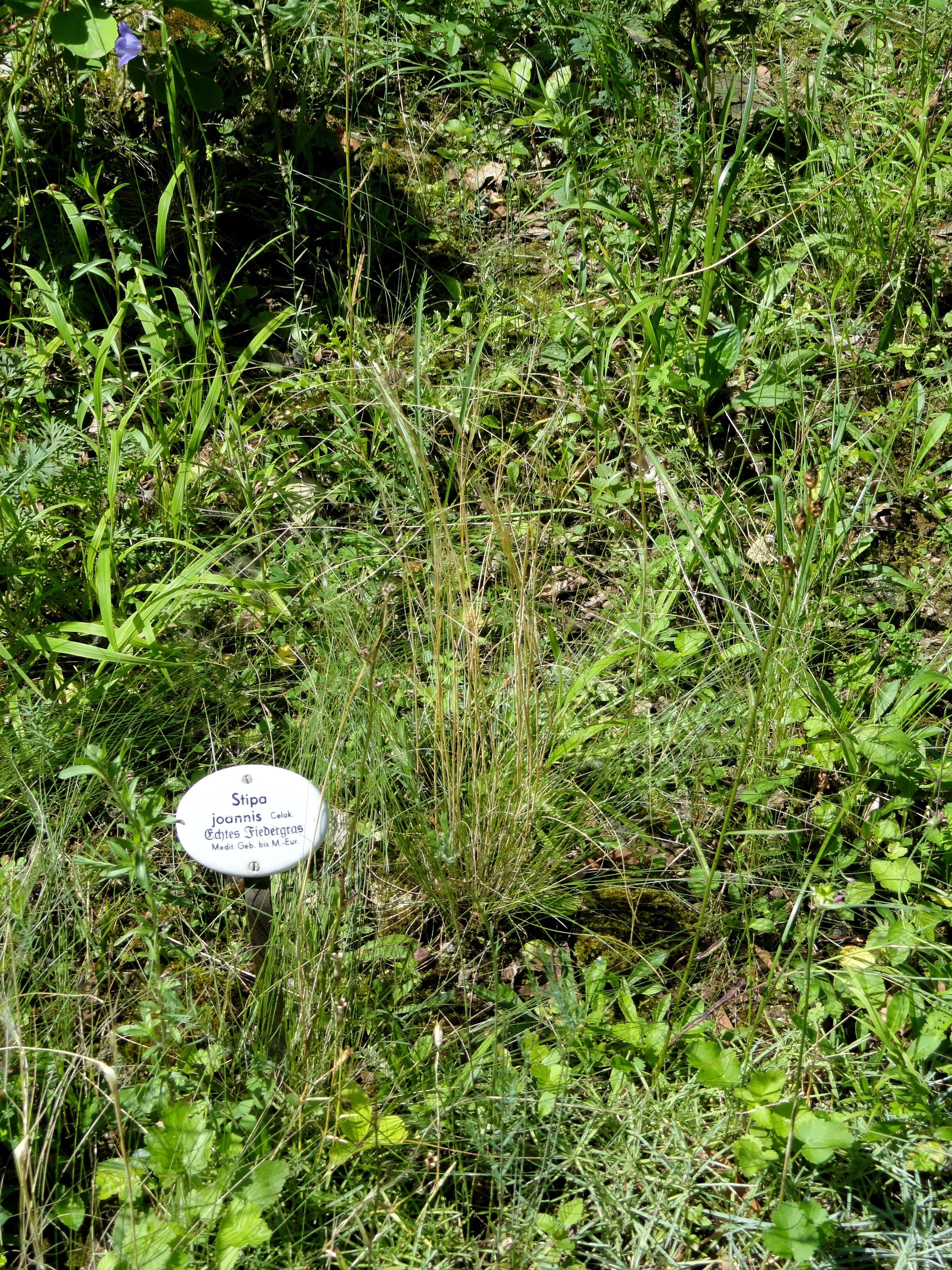